# تشانغ
تشانغ (بالصينية: 嫦娥)، هي إلهة صينية للقمر. خلافا لآلهة القمر في ثقافات كثيرة أخرى التي تكون عادة القمر ذاته، فإن تشانغ هي فقط تعيش على سطح القمر. سميت المركبة الفضائية للقمر شونغ'ء-1 على اسمها.
تشانغ هي موضوع للعديد من الأساطير في الميثولوجيا الصينية، ومعظمها يتضمن العديد من العناصر التالية: هووي رامي السهام، هبة إمبراطور الصين، إكسير الحياة، وبطبيعة الحال، القمر.

## قصة

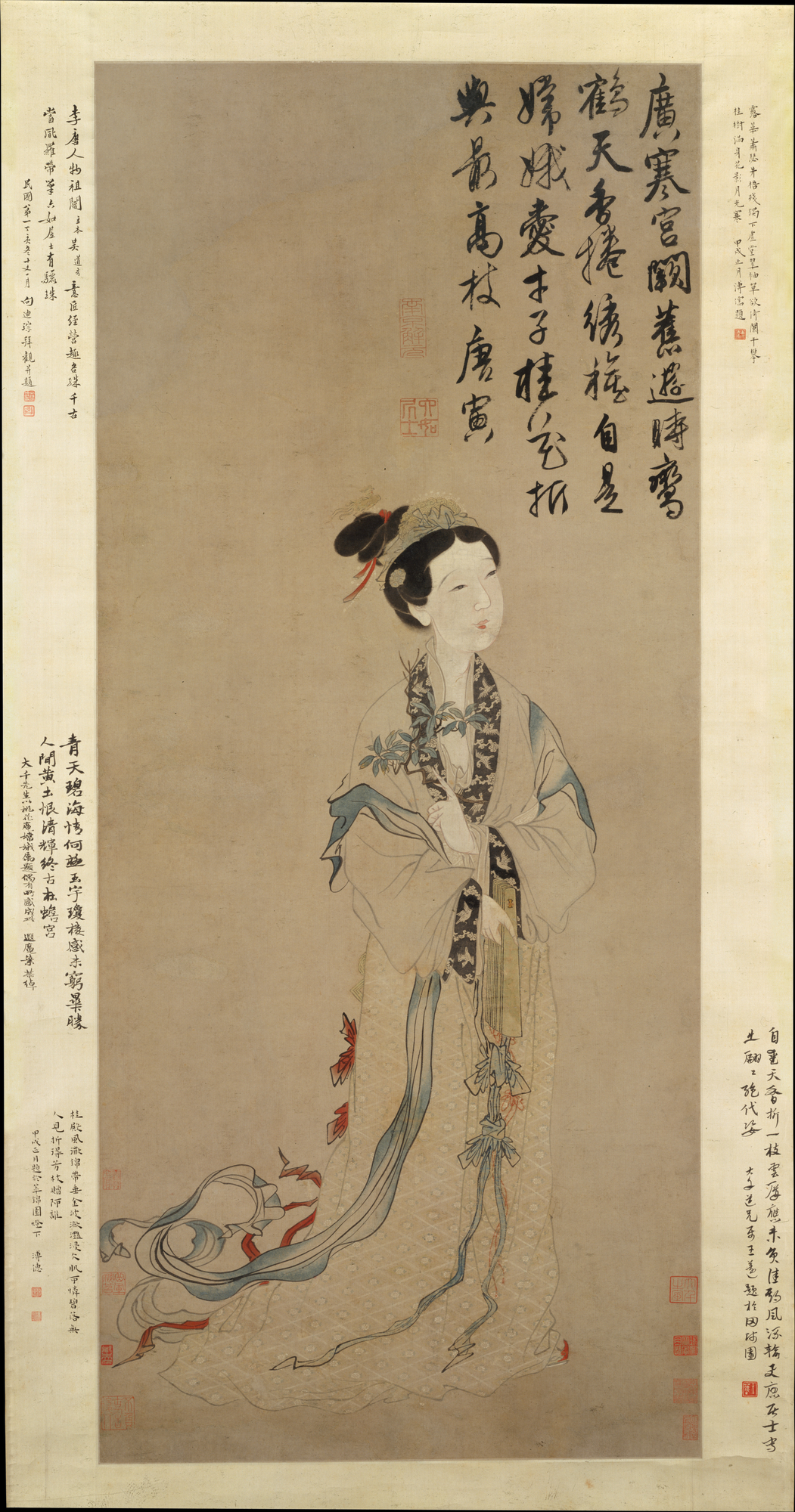
رسم لـ تشانغ في متحف متروبوليتين.

### الرامي هووي
يوجد ما لا يقل عن 6 روايات مختلفة لهذه القصة حيث يعتقد أن هووي كان راميا للسهام.
في أحد الأوقات كان هناك عشرة شموس للأرض. كانت هذه الشموس تحرق المحاصيل وعانى الشعب من الجدب والجوع. تعاطف الرامي هاووي مع البشر، وقرر إسقاط تسعة شموس وترك واحدة ليستفيد منها البشر. بعد أن أسقط الشموس التسعة، اعتبره الناس بطلا. كان لديه زوجة جميلة يدعى تشانغ، وكانوا يعيشون معا بسعادة. وكان لهووي العديد من المتدربين الذين تبعوه لتعلم الصيد. في أحد الأيام عندما كان هووي في طريق العودة إلى البيت أعطى إمبراطور الخلود أعطى هووي اثنين من الحبوب كل منها يمنح الحياة الأبدية كمكافأة لإسقاط الشموس، إحدى الحبوب لهووي، والأخرى لزوجته. إلا أنه حذر هووي قائلا «لا تتعجل على ابتلاع الحبوب». حيث كان على هووي الانتظار حتى يوم رأس السنة الجديدة، حيث كان من المفترض له ولزوجته تشانغ أن يتناول حبوب الخلود معا. وضعت تشانغ الحبوب في صندوق المجوهرات لحفظها. إلا أن بنغ، أحد المتدربين عند هووي، اكتشف سرهم وقرر سرقة حبوب الخلود. في أحد الأيام، عندما خرج هووي ومساعدوه إلى الجبل، تظاهر بنغ بأنه مريض ليتمكن من البقاء في المنزل. بعد أن ذهب الجميع إلى الجبل، تسلل بنغ إلى غرفة تشانغ وأجبرها على إعطائه حبوب الخلود. أدركت تشانغ أنه لا يمكن لها مقاومة بنغ، فقامت بابتلاع حبوب الخلود بنفسها. إلا أنه بعد تناولها للحبوب بنفسها بدأت تطفو في الهواء. غير قادرة على العودة إلى الأرض مجددا وأخذت تطير وتحلق بعيدا، بعيدا. لم تكن تريد أن تترك زوجها، لذلك توقفت عند القمر الذي هو أقرب الكواكب إلى الأرض. بعد أن علم هووي بما حدث أصبح في غاية الغضب والحزن. وكان ينظر إلى السماء في الليل وينادي اسم تشانغ. اكتشف أن هناك داخل القمر ظل لسيدة تبدو مثل تشانغ، لذا ركض وركض محاولا الوصول إلى القمر. إلا أنه فشل في الوصول إليها بسبب الريح.

## اقرأ أيضا
- مهرجان منتصف الخريف